# Дарк (округ, Огайо)
Шаблон:StateAbbr_ 40°08′ пн. ш. 84°37′ зх. д. / 40.13° пн. ш. 84.62° зх. д.
Округ  Дарк (англ. Darke County) — округ (графство) у штаті  Огайо, США. Ідентифікатор округу 39037.

## Історія
Округ утворений 1817 року.

## Демографія
За даними перепису 
2000 року 
загальне населення округу становило 53309 осіб, зокрема міського населення було 18268, а сільського — 35041.
Серед мешканців округу чоловіків було 26121, а жінок — 27188. В окрузі було 20419 домогосподарств, 14898 родин, які мешкали в 21583 будинках.
Середній розмір родини становив 3,03.
Віковий розподіл населення поданий у таблиці:
| Стать    | До 15 років | 15-21 | 22-29 | 30-39 | 40-49 | 50-65 | 65-85 | Понад 85 |
| -------- | ----------- | ----- | ----- | ----- | ----- | ----- | ----- | -------- |
| Чоловіки | 5860        | 2591  | 2439  | 3773  | 3894  | 4265  | 2955  | 344      |
| Жінки    | 5658        | 2368  | 2345  | 3699  | 3957  | 4328  | 4021  | 812      |

## Суміжні округи
- Мерсер — північ
- Шелбі — північний схід
- Оґлез — північ, північний схід
- Маямі — схід
- Монтгомері — південний схід
- Пребл — південь
- Вейн, Індіана — південний захід
- Рендолф, Індіана — захід
- Джей, Індіана — північний захід

## Виноски
1. ↑  U.S. Decennial Census. United States Census Bureau. Архів оригіналу за 26 квітня 2015. Процитовано 7 лютого 2015.
2. ↑  Historical Census Browser. University of Virginia Library. Архів оригіналу за 11 серпня 2012. Процитовано 7 лютого 2015.
3. ↑  Forstall, Richard L., ред. (27 березня 1995). Population of Counties by Decennial Census: 1900 to 1990. United States Census Bureau. Архів оригіналу за 14 лютого 2015. Процитовано 7 лютого 2015.
4. ↑  Census 2000 PHC-T-4. Ranking Tables for Counties: 1990 and 2000 (PDF). United States Census Bureau. 2 квітня 2001. Архів оригіналу (PDF) за 18 грудня 2014. Процитовано 7 лютого 2015.
5. ↑  State & County QuickFacts. United States Census Bureau. Архів оригіналу за 6 червня 2011. Процитовано 7 лютого 2015.(англ.) Наведено за англійською вікіпедією.
6. ↑  American FactFinder. Бюро перепису населення США. Архів оригіналу за 21 травня 2008. Процитовано 31 січня 2008.

| США | Це незавершена стаття з географії США. Ви можете допомогти проєкту, виправивши або дописавши її. |